# Alisanos
Alisanos nebo Alisaunus byl lokální keltský bůh uctívaný v nynějším Côte-d'Or v Burgundsku a v Aix-en-Provence.
Nápis z Gevrey-Chambertin v Côte-d'Or uvádí v galštině:
DOIROS SEGOMARI
IEVRV ALISANV
Doiros (syn) Segomarův věnovaný Alisanovi
Nápis z Visignotu, také v Côte-d'Or, napsaný latinsky:
DEO·ALISANO·PAVLLINVS ❧
PRO·CONTEDIO·FIL·SVO ❧
V·S·L·M·
Paullinus svobodně a zaslouženě splnil svůj slib bohu Alisanovi jménem jeho syna Contedia.
Kořen Alisa- ze jména Alisanus je fonologicky srovnatelné s keltským alisā ‘olše’. Někdy se také srovnává se slovem toponymem Alésia, což znamená že to byl horský bůh.